# Inteligentni sistem
Inteligentni sistem (angleško intelligent agent) je naprava, ki jo obravnava umetna inteligenca in se vede pametno. To pomeni, da inteligentni sistem iz okolja dobiva informacije in se na osnovi katerih se samostojno odloča. Te odločitve so plod znanja, ki ga je inteligentni sistem osvojil med strojnim učenjem. Nekateri učbeniki opišejo umetno inteligenco kot preučevanje in načrtovanje inteligentnih sistemov. Eden od bolj znanih inteligentnih sistemov so nevronske mreže. Včasih  inteligentni sistemi niso obravnavani kot naprava za odločanje ampak kot opis postopka odločanja. Primer tega je odločitveno drevo.  